# Cremșnit
Cremșnit (din germ. Kremschnitte), cremeș sau crempita este o prăjitură preparată din foi de aluat coapte, între care se pune cremă de vanilie, stropită uneori cu puțin alcool.

## Denumiri sau versiuni în bucătăriile altor popoare
- carré glacé - Belgia
- tompouce - Belgia și Țările de Jos
- kremšnita - Croația
- millefeuille - Franța
- Kremschnitte - Germania
- Cremeschnitte vanilla slice - Marea Britanie
- kremówka (papieska) sau napoleonka - Polonia
- cremeș, crempită (Banat) sau cremșnit - România
- krempita - Serbia
- krémeš - Slovacia
- kremna rezina - Slovenia
- milhojas - Spania
- krémes - Ungaria
- napoleon - Republica Moldova

## Galerie

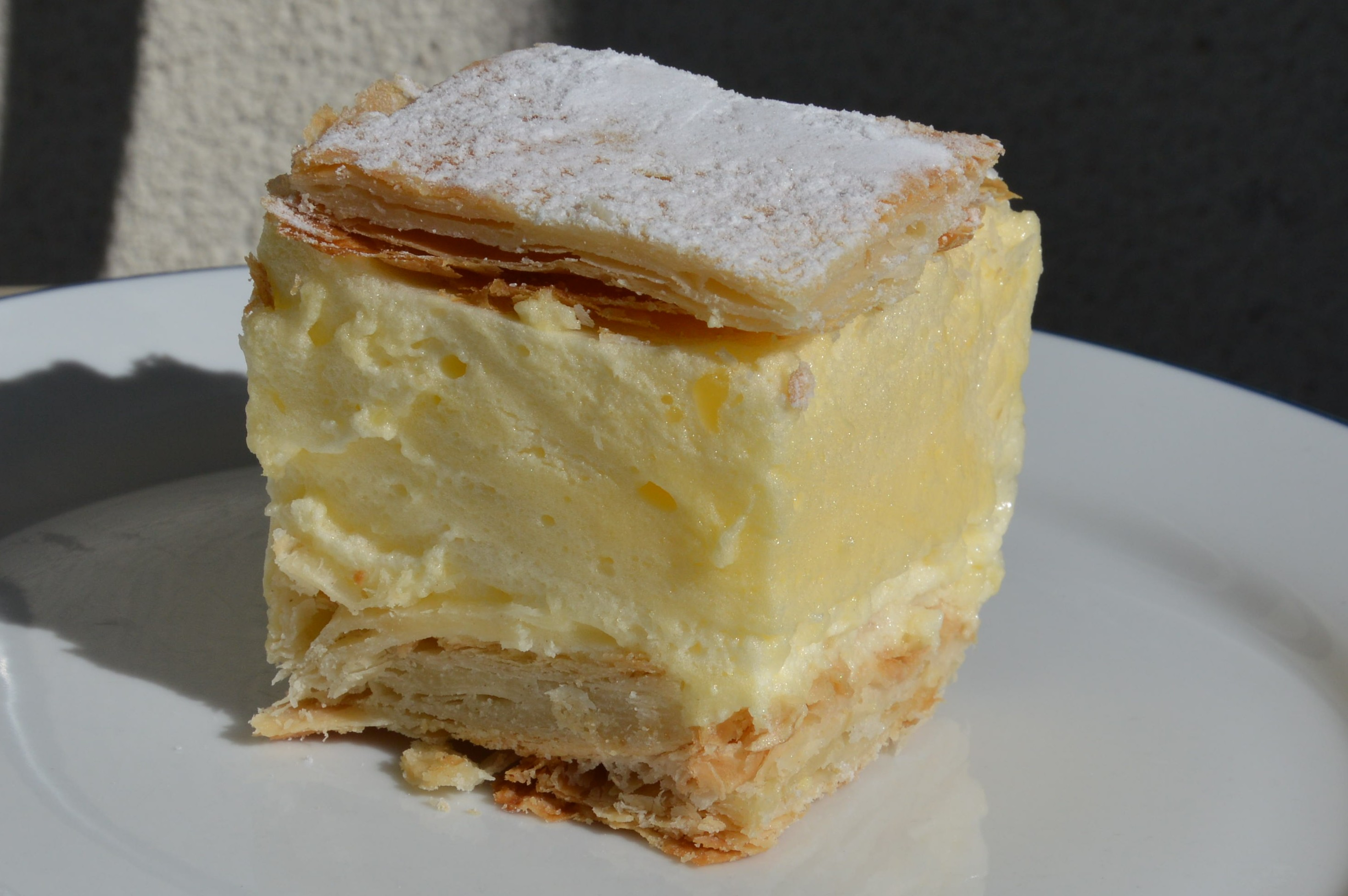
Kremes
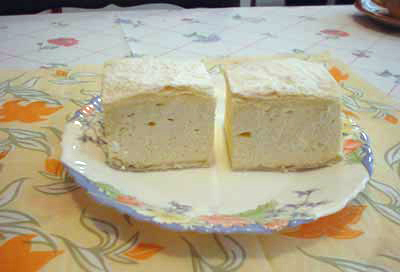
Krempita
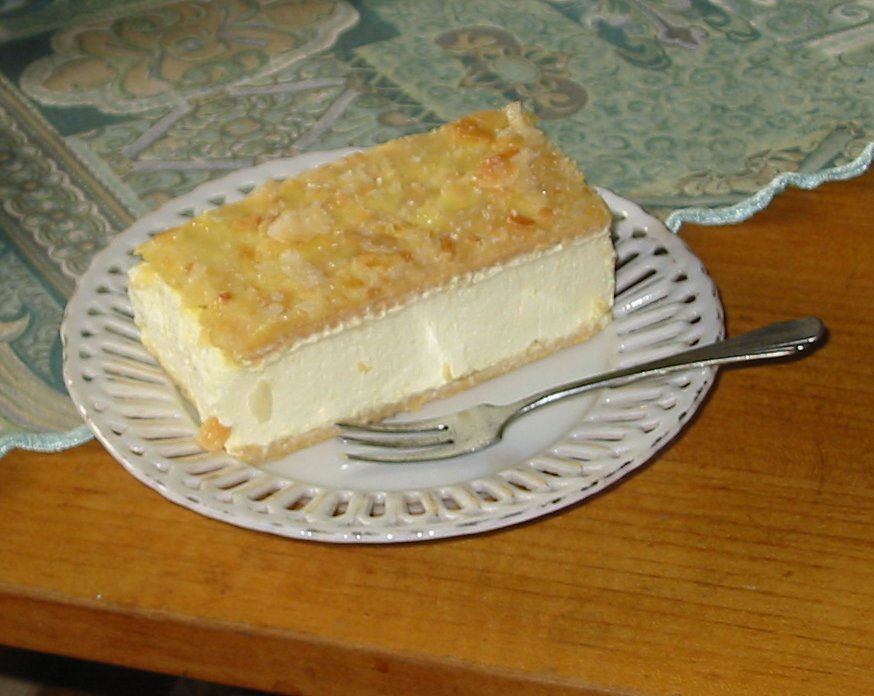
tompouce
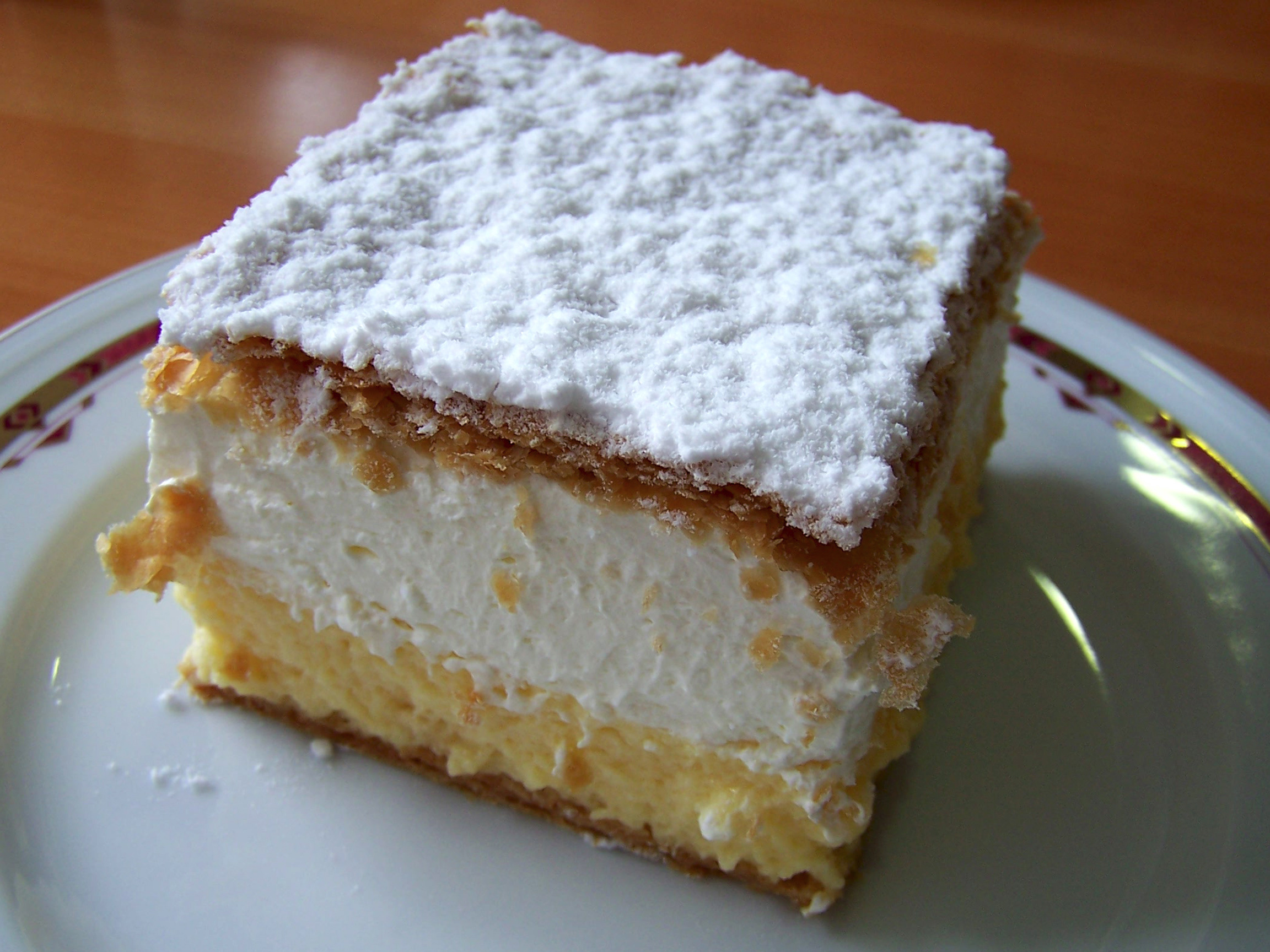
Kremna rezina
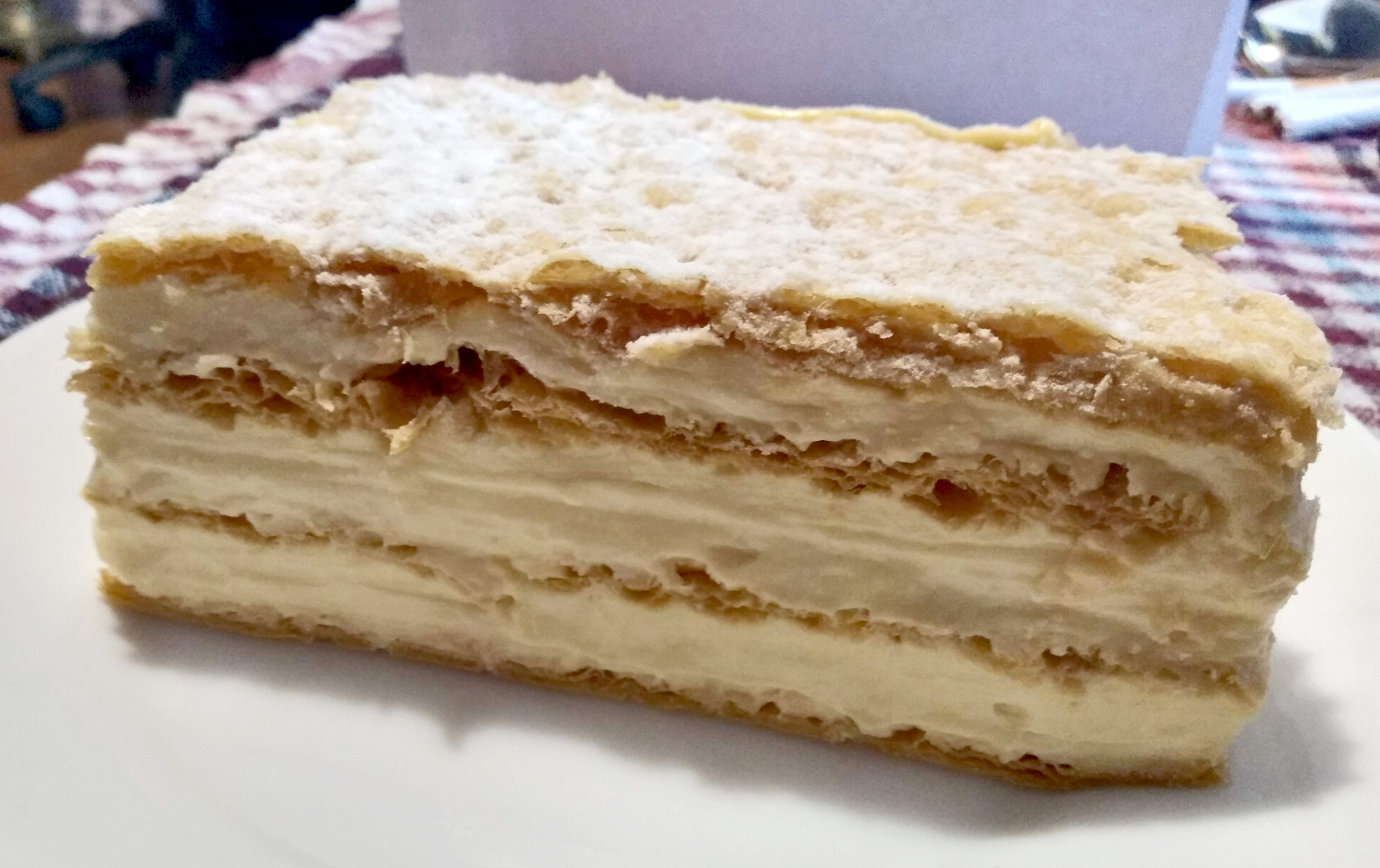
Kotorska krempita